# Paratrypauchen microcephalus
Paratrypauchen microcephalus är en fiskart som först beskrevs av Bleeker, 1860.  Paratrypauchen microcephalus ingår i släktet Paratrypauchen och familjen smörbultsfiskar. Inga underarter finns listade i Catalogue of Life.